# Metropolia Pizy
Metropolia Pizy – metropolia Kościoła rzymskokatolickiego we Włoszech, jedna z trzech metropolii w regionie Toskanii. Powstała 21 kwietnia 1092. W jej skład wchodzi metropolitalna archidiecezja Pizy oraz cztery diecezje. Od 2008 godność metropolity sprawuje Giovanni Paolo Benotto. 
W skład metropolii wchodzą:
- Archidiecezja Pizy
  - Diecezja Livorno
  - Diecezja Massa Carrara-Pontremoli
  - Diecezja Pescia
  - Diecezja Volterra